# Enboodhoo (Baa-atol)
Enboodhoo is een van de onbewoonde eilanden van het Baa-atol behorende tot de Maldiven.